# Tonfisk
Tonfisken eller blåfenad tonfisk (Thunnus thynnus) är den typiska och mest bekanta arten i tonfisksläktet som ingår i familjen makrillfiskar. Den odlade tonfisken fångas vild innan den blivit vuxen och växer sedan till sig i fångenskap. Man har ännu inte fått ekonomisk hållbarhet i odling från rom så som laxodling går till. Den blåfenade tonfisken listas av IUCN som starkt hotad. Inga underarter finns listade.

## Utbredning
Arten lever både i östra och västra Atlanten och i Nordsjön går den ända upp till Lofoten vid norska kusten. Den återfinns även i Medelhavet och Svarta havet. I västra Atlanten förekommer arten från Kanada över Mexikanska golfen och Västindien till Brasilien. I östra Atlanten sträcker sig utbredningsområdet söderut till Mauretanien. Dessutom finns en isolerad population vid Sydafrika och många individer vandrar utanför parningstiden. Tonfisken är inte ursprungligen en stillahavsfisk, men odlas numera utanför Japans kust.
Tonfisken har i svenska vatten anträffats ända ner i södra Öresund och södra Östersjön. Tonfisken var vanlig längs svenska västkusten på 1940-50-talet och besökte på 1960-talet fortfarande Skagerrak och Kattegatt regelbundet under juli-september men har sen dess sällan påträffats. Uppgifter finns om ett stort stim den 14 september 2016. Under september 2017 genomfördes en kampanj för att märka blåfenad tonfisk i svenska och danska vatten. Fångsten blev 14 exemplar längs svenska västkusten och fyra på danskt vatten.

## Utseende
Den är en av de största havsfiskarna och uppges kunna nå en längd på upp till 3 meter, samt en vikt på över 600 kilogram. Normal storlek är cirka 2 meter och 500 kilogram. Den största fångade tonfisken vägde hela 679 kg. Arten kan leva i stim. Dessa brukar vara cirka 50–1 000 individer som i öppna havet följer stim av andra fiskar.
Till kroppsformen liknar den en gigantisk makrill. På sidorna om stjärten finns en kölformig upphöjning. Till färgen är tonfisken på ryggen svartblå, på sidorna ljusare silvergrå och på buken vit. Fenorna är mörkfärgade, med undantag av andra ryggfenan och analfenan, som är ljusare.

## Fiske och tonfisk som matfisk
Tonfisken används som matfisk, och serveras till stor del som sushi, men även som grillad eller stekt i större filébitar. I konserverad form är den mindre arten bonit vanlig. För färsk tonfisk används vanligtvis större arter.
Tonfisken har alltsedan forntiden vid Medelhavsstränderna varit föremål för ett betydande fiske. Saltat tonfiskkött kallades av romarna Salsamentum sardicum. I Bosporen fanns under forntiden en berömd fiskeplats i den vik som nu utgör Istanbuls hamn, och för dess rika fiskbestånds skull lär den ha fått namnet "Gyllene hornet" (romarnas "Sinus thynni"). 
Tonfisken är populär bland sportfiskare.
Rik på proteiner (ca 25%) och Omega 3-fetter är tonfisken mycket populär som hälsosam kost.

## Etymologi
Namnet tonfisk (belagt i svenskan sedan 1620-talet) kommer från latinets thunnus eller thynnus och grekiska thynnos, med osäkert ursprung, eventuellt med betydelsen "som rör sig snabbt".